# Чечеговський канал
Чечеговський канал (словац. Čečehovský kanál) — меліоративний канал; впадає у Чєрну Воду, протікає в окрузі Михайлівці.
Довжина приблизно 14.2 км. Витік знаходиться в Східнословацькій рівнині — відгалуження Залужицького каналу. Впадають Врбовський канал і канал Превлака (канал).
Протікає територією сіл Залужиці; Інячовце; Сенне; Земплінська Широка; Палін; Стретава і Чечегов.